# Ghulam Rasul (Hockeyspieler)
Ghulam Rasul oder Chaudry Ghulam Rasool (geboren am 1. Mai 1931 in Amritsar; gestorben 1991) war ein pakistanischer Hockeyspieler. Der Außenläufer der pakistanischen Nationalmannschaft nahm an zwei Olympischen Spielen teil und gewann je einmal Gold und Silber.

## Sportliche Karriere
Ghulam Rasul nahm 1956 in Melbourne erstmals an Olympischen Spielen teil. Die pakistanische Mannschaft gewann ihre Vorrundengruppe und bezwang im Halbfinale die britische Mannschaft mit 3:2. Im Finale gewann die indische Mannschaft mit 1:0. Dies war die sechste olympische Hockey-Goldmedaille für Indien in Folge. Für Pakistan war es die erste olympische Medaille überhaupt. 1958 bezwang Pakistan die indische Mannschaft im Finale der Asienspiele in Tokio. 
Zwei Jahre später bei den Olympischen Spielen 1960 in Rom gewann Pakistan seine Vorrundengruppe und besiegte im Viertelfinale die deutsche Mannschaft. Nach einem 1:0-Halbfinalsieg über die Spanier gewannen die Pakistaner im Finale mit 1:0 gegen Indien. 1962 gewann Pakistan erneut bei den Asienspielen und wie 1958 war im Finale Indien der Gegner. 
1972 war Ghulam Rasul bei den Olympischen Spielen in München Trainer der pakistanischen Mannschaft, die im Finale gegen die deutsche Mannschaft verlor. Zum Kader gehörte 1972 auch sein Sohn Akhtar Rasool. 